# 朱晓东 (心脏外科专家)
朱晓东（1932年7月13日—），河南开封人，中国心脏外科专家，中国工程院院士。

## 生平
1956年毕业于哈尔滨医科大学，1965年取得中国医学科学院硕士学位。中国医学科学院主任医师，曾任阜外医院院长，心血管病研究所所长。1996年当选中国工程院院士。2004年、2005年任世界心胸外科医生协会第14届与15届国际会议主席。
1998年到2002年担任武汉亚洲心脏病医院第一任院长。2005年1月出任东莞康华医院第一任院长。

## 头衔
- 1988年成为世界外科学会会员
- 中华医学会胸心血管外科学会第四、第五届主任委员